# Najafabad
Najafabad este un oraș din Iran.